# Principia mathematica
Principia mathematica – zamierzone na cztery tomy dzieło Bertranda Russella i Alfreda Northa Whiteheada dotyczące podstaw matematyki, tworzone i publikowane w latach 1910–1913. Jego celem było sprowadzenie matematyki do logiki i wyprowadzenie twierdzeń tej pierwszej z układu aksjomatów i reguł wnioskowania.
Dzieło Russella i Whiteheada inspirowane było wcześniejszymi pracami Gottloba Fregego z zakresu logiki, a dokładniej chęcią usunięcia z nich sprzeczności odkrytych przez Russella. Chodziło przede wszystkim o wyeliminowanie założeń prowadzących do paradoksów w rodzaju paradoksu Russella powstających w sytuacji, gdy dopuszczamy zdania mówiące o sobie samych.
Trzy tomy Principiów dotyczą jedynie teorii mnogości, liczb kardynalnych, porządkowych i rzeczywistych, lecz wydaje się, że dalsza droga jest jasna i w zasadzie całą matematykę można sprowadzić do logiki. Otwarty pozostał jednak problem niesprzeczności i zupełności systemu aksjomatów przyjętych przez Russella i Whiteheada. Dwadzieścia lat po napisaniu Principiów znalazł on nieoczekiwane rozwiązanie w twierdzeniu Gödla o niezupełności.
Ostatecznie powstały trzy tomy Principiów, Alfred North Whitehead zrezygnował z prac nad czwartym tomem.
Z wywiadu udzielonego przez Russella „Daily Herald” z okazji jego 90 urodzin pochodzi znana anegdota – Russell stwierdził żartobliwie, że Principia było zdolne przeczytać tylko sześciu ludzi, z których trzech było Polakami. Według Klemensa Szaniawskiego żart ten kryje ziarno prawdy, gdyż istotnie niewielu jest ludzi zdolnych przeczytać długi i bardzo trudny tekst Principiów, a jednocześnie Russell bardzo cenił dokonania logików polskich, zwłaszcza Leona Chwistka.